# 3244 Petronius
A 3244 Petronius (ideiglenes jelöléssel 4008 P-L) a Naprendszer kisbolygóövében található aszteroida. Cornelis Johannes van Houten,  Ingrid van Houten-Groeneveld,  Tom Gehrels fedezte fel 1960. szeptember 24-én.